# Aleksander Józef Lisowski
Aleksander Józef Lisowski, poljsko-litovski plemič (szlachcik) in častnik, * okoli 1580, † 11. oktober 1616, Starodub. 
Bil je poveljnik skupine najemnikov, ki so po njegovi smrti dobili ime lisovčiki. 

## Zgodnja leta
Izhajal je iz zmerno premožne plemiške družine iz Lisewa v Helminskem vojvodstvu v Kraljevini Poljski. Sredi 16. stoletja so se Lisowski preselili v Veliko litovsko kneževino. Aleksander Józef Lisowski je bil prvič omenjen leta 1601 kot udeleženec vojne moldavskih magnatov, najprej kot zagovornik Mihaja Viteazula, pozneje kot zagovornik velikega kronskega kanclerja Jana Zamoyskega. 

## Vzpon do razvpitega častnika

### Upor proti Sigismundu III.
Leta 1604, med zgodnjo fazo poljsko-švedske vojne, Sejmu Republike obeh narodov ni uspelo zbrati denarja za plačilo svojih vojakov, ki so se borili v Livoniji proti Švedom. Aleksander Józef Lisowski je postal eden od voditeljev konfederacije – dela vojske, ki se je odločil pobrati svoje plače z ropanjem lokalnega prebivalstva. Vojakom je bilo vseeno, ali so prisegli zvestobo Poljski, Litvi ali Švedski. Ropanje je razjezilo litovskega velikega hetmana Jana Karola Chodkiewicza in povzročilo obsodbo Lisowskega, za ustavitev njegovega divjanja pa je bilo storjeno bore malo. Lisowski s svojimi privrženci se je pridružil uporu Zebrzydowskega, velikemu upori proti kralju Sigismundu III.

### Vojaška kariera
Po dokončnem porazu upornikov v bitki pri Guzowu so se Lisowskemu načrti izjalovili. V večini Republike obeh narodov je postal persona non grata ter poiskal zatočiše pri močni magnatski družini Radziwiłł. Moskovska velika kneževina je bila takrat v obdobju težav in Lisowski ni želel izpustiti priložnosti, da bi iz tega nekaj iztržil. To so pred jim storili že mnogi drugi lokalni magnati in plemiči, ki so se vmešavali v moskovske notranje zadeve. Lisowski se je odločil podpreti Lažnega Dimitrija II., pretendenta za moskovski prestol. Sprva je bil nameščen blizu Klecka, potem pa se je do konca leta 1607  z enoto 200 kozakov preselil v Starodub. 

### Poljsko-moskovska vojna (1605-1618)
Spomladi 1608 je bil skupaj z Aleksandrom Kleczkowskim, vodjem nekaj sto Donskih kozakov, Rusinov, Tatarov, Nemcev, Švedov, Poljakov, Litovcev in kdo ve koga še, poslan v Rjazanske dežele, da bi spodbudil vstajo proti carju Vasiliju Šujskemu. Pod svojim poveljstvom je imel več sto Donskih kozakov in več domačinov, ki so se mu pridružili na poti. Zasedel je Mihajlov in nato blizu Zarajska premagal skupino, ki sta jo vodila Zaharij Ljapunov, brat Prokopija Ljapunova, in Ivan Hovanski, ki ju je poslal car Vasilij Šujski. Od tam se je odpravil proti Kolomni, da bi blokiral Moskvo. 
Kmalu po prihodu je bil pri Niedźwiedzi Bródu poražen in izgubil večino svojega plena. Reorganiziral je vojsko in se pridružil Janu Petru Sapiehi. Oblegal je Trojiški samostan sv. Sergija, a ga ni uspel osvojiti in je bil prisiljen na umik v okolico Rahmanceva. Nato je s svojo vojsko začel pleniti v okolici Kostrome, Soligaliča in nekaj drugih mest.
Okoli leta 1608–1609 so se njegove čete, sestavljene iz 2000 kozakov, 1000 "bojarskih otrok", zvestih Dimitriju II., in 700 poljskih konjenikov združile s silami Erazma Strawińskega, premagale ruske nabornike iz Galiča in Vologde ter osvojile Kostromo, Galič, Soligalič.

### Ingrijska vojna
Leta 1610 je zasedel Pskov in se udaril s Švedi, ki so med ingrijsko vojno operirali v Moskovski veliki kneževini. 
Lisovčiki so bili ključni pri obrambi Smolenska leta 1612, ko se je večina rednih vojakov (wojsko kwarciane) uprla in pridružila rohatinski konfederaciji. Naslednja tri leta so bile sile Lisowskega pomembne pri varovanju poljsko-moskovske meje pred vdori iz Moskovije. Leta 1615 je Lisowski zbral veliko razbojnikov in vdrl v Moskovijo s šestimi polki konjenikov. Oblegal je Brjansk in porazil pomožne enote nekaj tisoč vojakov pod vodstvom kneza Jurija Šahovskega blizu Karačeva. Nato je premagal prednjo stražo veliko večje sile, nekajkrat večje od njegove, pod poveljstvom kneza Dimitrija Požarskega, ki se je namesto za napad odločil za obrambo in svoje sile utrdil v taboru. Lisovčiki so prekinili stik z glavnino vojske, požgali Beljov in Lihvin, zavzeli Peremišl, se obrnili proti severu, premagali moskovsko vojsko pri Rževu, se obrnili proti Karskemu morju in nato proti Kašinu, požgali Toržok in se vrnili v Poljsko-Litvo brez kakršnega koli vmešavanja moskovskih sil. 

## Smrt
Lisowski je s svojo vojsko so jeseni 1616 ostal na litovsko-moskovski meji. Po kratkem prodoru v Homel se je vrnil v Starodub, kjer se je 11. oktobra med pregledom svoje vojske sesedel in umrl. Njegovi vojaki so se njemu v spomin preimenovali v lisovčike.